# Veľký Lom
Veľký Lom (hongrois : agylám) est un village de Slovaquie situé dans la région de Banská Bystrica.

## Histoire
La première mention écrite du village date de 1573.

## Démographie

### Évolution de la population
| Année:               | 1994. | 2004.   | 2014.    | 2024.    |
| -------------------- | ----- | ------- | -------- | -------- |
| Nombre de personnes: | 232   | 220     | 195      | 132      |
| Différence:          |       | -5,17 % | -11,36 % | -32,30 % |

| Année:               | 2023. | 2024. |
| -------------------- | ----- | ----- |
| Nombre de personnes: | 132   | 132   |
| Différence:          |       | +0 %  |